# Klingnau

Klingnau is een gemeente en plaats in het Zwitserse kanton Aargau en maakt deel uit van het district Zurzach.
Klingnau telt 3.273 inwoners.